# Xiuhcuetzin
Xiuhcuetzin [Šiukvecin] (14. st.) bila je aztečka carica, kraljica grada Tenochtitlána kao supruga prvog aztečkog cara, Acamapichtlija. 
Bila je kći Ahatla i njegove supruge te majka princa Quatlecoatla.